# Мальгузар
Мальгуза́р — гірський хребет в Узбекистані, північно-західний відріг Туркестанського хребта.
Межа з Туркестанським хребтом проходить по долині річки Заамінсу, перевалу Гуралаш, що веде з долини Заамінсу в долину річки Санзар, та верхній течії Санзару. Західне продовження хребта Мальгузар має назву Нуратау, та відділене від Мальгузара ущелиною Тамерланові Ворота, через яку проходить Санзар проривається до Голодного степу.
Хребет характеризується невеликими висотами (максимальна — 2621 м), а також відсутністю вічних снігів.